# Крылов, Степан Иванович
Степа́н Ива́нович Крыло́в (14 февраля 1910, деревня Городок, Вяземский уезд, Смоленская губерния, Российская империя — 28 февраля 1998, Санкт-Петербург, Россия) — советский актёр. Заслуженный артист РСФСР (1969).

## Биография
Степан Крылов родился 14 февраля 1910 года в деревне Городок, Смоленская губерния. В 1927—1928 — рабочий по ремонту телеграфных линий на станции Вязьма, в 1929—1931 — кухонный рабочий и кладовщик столовой табачной фабрики. В 1935 окончил Ленинградский техникум сценических искусств (мастерская Сергея Герасимова). В 1935—1937 — актер киностудий «Белгоскино» и «Советская Беларусь», в 1939—1942 — Ленинградского Нового театра, в 1942—1945 — Ташкентского театра Красной Армии, в 1949—1957 — Театра-студии киноактёра в Москве. В 1945—1949 и с 1957 — актёр киностудии Ленфильм и студии киноактёра. Похоронен на Южном кладбище Санкт-Петербурга.

## Фильмография
- 1932 — Встречный — рабочий
- 1934 — Люблю ли тебя? — эпизод
- 1934 — Чапаев — красноармеец
- 1937 — Тринадцать — Журба
- 1938 — Комсомольск — Субботин
- 1938 — На границе — Антон Михалков, командир отделения
- 1938 — Одиннадцатое июля — солдат (нет в титрах)
- 1939 — Советские патриоты — боец Охрименко
- 1939 — Танкисты — телефонист (эпизод)
- 1940 — Веселей нас нет
- 1940 — Переход — начальник заставы
- 1941 — Танкер «Дербент» — матрос на танкере «Агамали-оглы»
- 1942 — Танкисты
- 1943 — Два бойца — Майор Рудой
- 1944 — В 6 часов вечера после войны — военный
- 1949 — Счастливого плавания!
- 1950 — Далеко от Москвы — Солнцев, шофёр
- 1953 — Нахлебник — Карпачев, сосед
- 1955 — Чужая родня — Мирон
- 1955 — Герои Шипки — русский солдат-барабанщик
- 1957 — Координаты неизвестны — Степаныч
- 1957 — Орлёнок — Тарас Галушка, матрос
- 1958 — Дом напротив — Мамочкин
- 1959 — Не имей 100 рублей… — Апухтин
- 1959 — В твоих руках жизнь — эпизод
- 1959 — Золотой эшелон — Никанор Иванович
- 1960 — Воскресение — Кондратьев
- 1960 — Домой
- 1960 — Балтийское небо — Шарапов, военный моряк (эпизоды)
- 1960 — Анафема — дьякон Олимпий
- 1961 — Мир входящему — подполковник Черняев
- 1962 — Иваново детство — Катасонов
- 1962 — Суд — Донат, председатель колхоза
- 1963 — Ждите нас на рассвете — комиссар
- 1964 — Армия «Трясогузки» — солдат, мобилизованный по приказу Колчака, рабочий-путиловец
- 1964 — Государственный преступник — Василий Иванович
- 1964 — Последняя ночь в раю — Максим
- 1965 — Гиперболоид инженера Гарина — телеграфист на ленинградском почтамте
- 1965 — Гибель эскадры — матрос-балтиец
- 1965 — Музыканты одного полка — подпольщик Щапин
- 1965 — Над нами Южный Крест — крановщик Руденко
- 1966 — В городе С. — Синюхин
- 1966 — Андрей Рублёв — начальник колокольных литейщиков
- 1966 — Их знали только в лицо — Гордеев
- 1966 — На диком бреге
- 1966 — Наедине с ночью — эпизод
- 1966 — «Циклон» начнётся ночью
- 1967 — Начальник Чукотки
- 1967 — Тихая Одесса
- 1968 — Мёртвый сезон
- 1968 — Там, где длинная зима
- 1968 — Случай из следственной практики — Лобов
- 1969 — Белый взрыв — комиссар
- 1969 — Пятеро с неба — Кудилин, мельник, изменник родины
- 1969 — На пути в Берлин — генерал, член Военного Совета
- 1969 — Белый флюгер — мужик
- 1971 — Вчера, сегодня и всегда
- 1971 — Море нашей надежды
- 1971 — Город под липами — генерал Дебельцев
- 1972 — Ночной мотоциклист — Фесенко
- 1974 — Следую своим курсом — отец Сеньки, пехотинец
- 1976 — Кадкина всякий знает — проводник
- 1977 — Смешные люди! — певчий
- 1978 — Целуются зори — Старик с мороженым, эпизод
- 1979 — Казаки-разбойники — дядя Митя, старьёвщик
- 1980 — В начале славных дел — две роли: один из «кумовьёв» Ивана Бровкина / подслеповатый мужик в кабаке
- 1982 — Без видимых причин — железнодорожник
- 1984 — Мёртвые души — крестьянин (эпизод с колесом и на дороге)
- 1990 — Круг второй

## Награды и признание
- заслуженный артист РСФСР (1969)
- орден «Знак Почёта» (01.02.1939) — за исполнение роли Антона Михалкова в фильме «На границе» (1938)